# 橋本喜造
橋本 喜造（はしもと きぞう、1872年11月14日（明治5年10月14日）- 1947年（昭和22年）2月7日）は、明治末から昭和前期の実業家、政治家、長崎県多額納税者。衆議院議員。長崎県会議員。佐世保市会議員。族籍は長崎県平民。

## 経歴
小倉県下毛郡、のちの大分県下毛郡三保村（現中津市）で、橋本半平の二男として生まれる。1896年（明治29年）1月、長崎県平民の橋本雄造の養子となり、1898年（明治31年）1月に分家した。
長崎商業学校（現長崎市立長崎商業高等学校）、長崎外国語学校（長崎英語学校）を卒業。その後上京して慶應義塾で学んだが中途でアメリカへ渡り4年間遊学し政治経済学を学んだ。
1891年（明治24年）から海運事業を経営し、1918年（大正7年）2月に佐世保市で橋本汽船を設立し、その後、拠点を西宮市、神戸市と転じた。その他、長崎トロール取締役、佐賀紡績社長、堂島ビルヂング社長、長崎新聞社社長、日本タイプライター社長、龍王汽船社長、雲仙観光ホテル社長、佐世保商業銀行頭取、日本海運取締役、国際汽船取締役などを務めた。
政界では佐世保市会議員、長崎県会議員に選出された。1917年（大正6年）4月の第13回衆議院議員総選挙で長崎県郡部から憲政会公認で出馬して初当選。その後、1924年（大正13年）5月の第15回総選挙まで再選され、最後は新正倶楽部に所属して衆議院議員に連続3期在任した。この間、憲政会総務などを務めた。
その他、港湾協会理事、日本船主協会理事、日本ホテル協会理事、大阪ビルヂング協会長、日本ビルヂング協会副会長などを務めた。

## 人物
宗教は真宗。趣味は書画、骨董。兵庫県在籍。住所は長崎県佐世保市島瀬町、兵庫県神戸市神戸区山本通。

## 家族・親族
橋本家
- 養父・雄造（1848年 - 1916年、貴族院多額納税者議員[10]、衆議院議員）
- 養兄・辰二郎[11]（1868年 - 1951年、貴族院多額納税者議員[10]、橋本汽船社長、長崎商業会議所会頭）[11]
- 妻・ツル（1877年 - ?、長崎、森次吉の長女）[8][9]
- 長男・喜久雄[8][9]（1908年 - ?、実業家）
  - 同妻・婦美子（1910年 - ?、東京、岡本一郎の妹）[8][9]
- 三男・喜雄（1911年 - ?）[6]
- 長女（東京、西正次郎の妻）[8][9]
- 三女[6]